# Цандт
Цандт (нім. Zandt) — громада в Німеччині, розташована в землі Баварія. Підпорядковується адміністративному округу Верхній Пфальц. Входить до складу району Кам.
Площа — 21,61 км2. Населення становить 2031 ос. (станом на 31 грудня 2020).